# Loretta Goggi
Loretta Goggi (Roma, 29 settembre 1950) è una cantante, attrice, imitatrice, conduttrice radiofonica e televisiva, doppiatrice e scrittrice italiana.
È uno dei volti più conosciuti della TV italiana, della quale è divenuta protagonista sin dagli anni sessanta.
Oltre ad essere un'attrice e una conduttrice, Loretta Goggi è un'acclamata cantante. Ha riscosso il suo maggiore successo discografico con Maledetta primavera, che nel 2018 ha ricevuto il disco d'oro d'annata per il superamento di oltre due milioni e trecentomila copie vendute in quarant'anni.
Nel corso della sua carriera ha ricevuto numerosi riconoscimenti, tra cui cinque dischi d'oro, cinque di platino e quattro Telegatti in quattro diverse categorie.

## Biografia

### Esordi

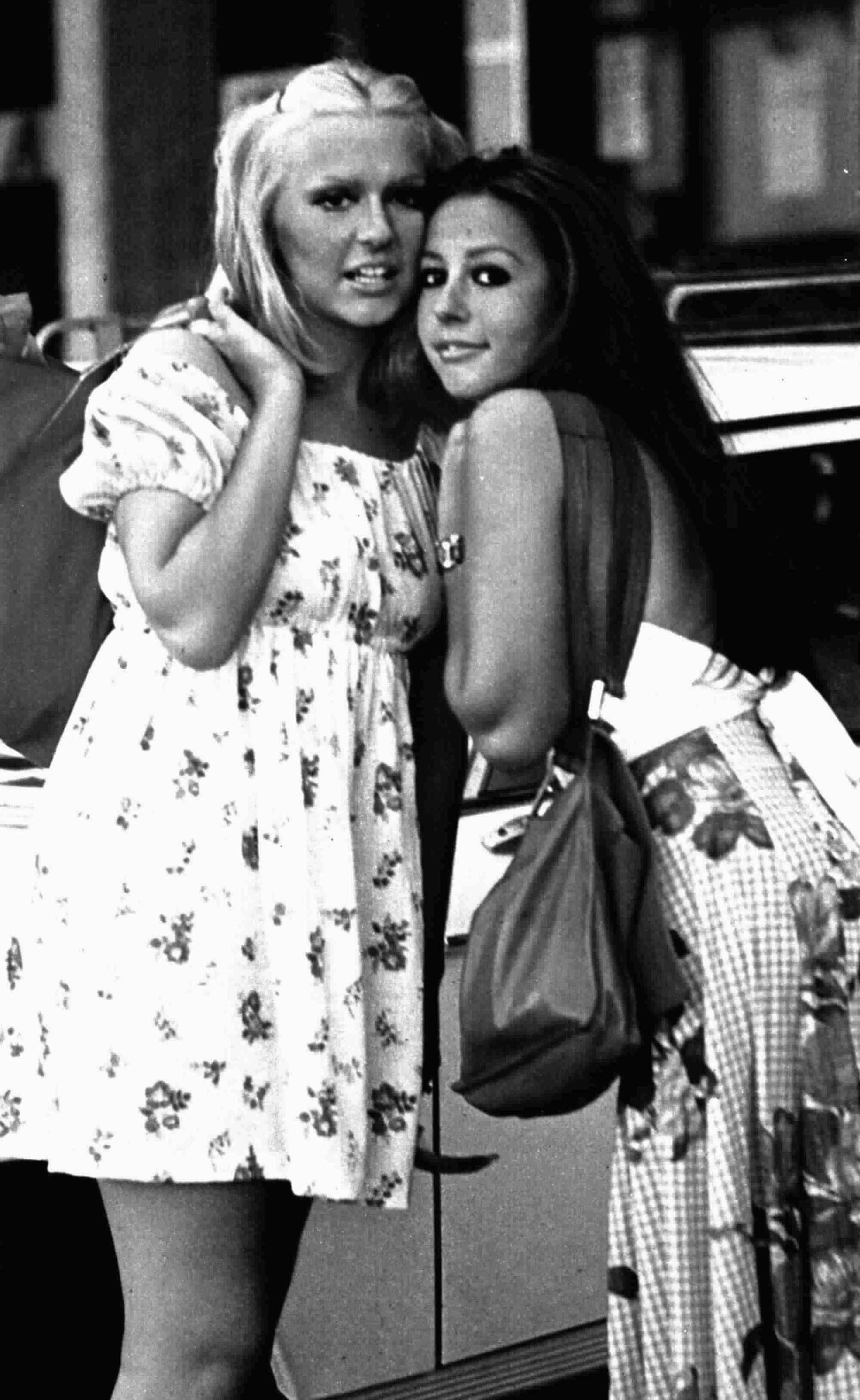
Loretta Goggi con la sorella Daniela al tempo in cui erano entrambe volti noti degli sceneggiati televisivi della Rai (1972)

Nata a Roma nella sua casa di vicolo Sforza-Cesarini da Giulio, dipendente presso la Camera dei Deputati, romano, e Costanza (1924-2014), casalinga nata a Circello in provincia di Benevento, ha due sorelle, la maggiore Liliana (1943) e la minore Daniela (1953), che per un lungo periodo seguirà le sue orme nel mondo dello spettacolo. Sin da piccolissima Loretta studia canto e musica, grandi passioni paterne. La sua prima esperienza artistica risale al 1958 a soli otto anni, quando prende parte all'incisione dell'audiolibro Lourdes 1858 - Le apparizioni della Madonna con Bernardette, album pubblicato per celebrare il centenario delle apparizioni della Madonna a Bernadette, in cui con altri attori recita i dialoghi della piccola pastorella francese. Notata da Silvio Gigli, nel 1959 partecipa al concorso radiofonico Disco magico di Dino Verde, presentato da Corrado con l'orchestra diretta da Gianni Ferrio. Loretta vince in coppia con Nilla Pizzi.

### Gli anni sessanta
Nel 1962 esordisce come attrice bambina nella prosa televisiva della Rai, Sotto processo con la regia di Anton Giulio Majano, trasmesso sul Secondo Programma. A questo evento, Loretta fa coincidere l'inizio della sua carriera, precisamente il 10 giugno 1960, primo giorno di prove per Sotto Processo. Nel 1963 all'età di 12 anni incide, col solo nome Loretta, Se la cercherai, la sua prima canzone, scritta da Nico Fidenco, per la riedizione del film francese Sangue alla testa di Gilles Grangier e partecipa all'incisione dell'audiolibro La meravigliosa storia di Giovanni Sebastiano Bach assieme a Ubaldo Lay.

Successivamente Loretta è nel cast di molti altri famosi sceneggiati televisivi della Rai, in cui interpreta in modo convincente personaggi di ragazzine fragili e bisognose (molte volte in coppia con un altro attore bambino, Roberto Chevalier, divenuto in seguito un notissimo doppiatore). I principali sono Robinson non deve morire (1963) di Vittorio Brignole, Demetrio Pianelli (1963) di Sandro Bolchi, I miserabili (1964), sempre di Bolchi in cui ha il ruolo di Cosetta da bambina, Una tragedia americana (1962), Delitto e castigo (1963) e La cittadella (1964), diretti tutti e tre da Anton Giulio Majano, Vita di Dante (1965) di Vittorio Cottafavi, in cui interpreta Beatrice, Questa sera parla Mark Twain e Scaramouche entrambi trasmessi nel 1965 e diretti da Daniele D'Anza e nell'episodio Non si uccidono i poveri diavoli dello sceneggiato Le inchieste del commissario Maigret, diretto da Mario Landi (1966). In questi sceneggiati Loretta ha modo di affiancare grandi attori come Lilla Brignone, Gino Cervi, Andreina Pagnani, Paolo Stoppa, Rina Morelli, Gastone Moschin, Giorgio Albertazzi e molti altri.

Loretta Goggi al suo esordio cinematografico nel film Io la conoscevo bene di Antonio Pietrangeli (1965)

Nel 1964, con la regia di Beppe Recchia, è anche nel cast dello sceneggiato per ragazzi C'era una volta la fiaba, con Arturo Testa e Santo Versace; dello stesso anno è anche Le avventure della squadra di stoppa di Alda Grimaldi, altro sceneggiato televisivo rivolto al pubblico infantile. Nello stesso periodo approfondisce gli studi di dizione, pianoforte e canto e a partire dal 1965, dopo aver già partecipato a molte produzioni televisive, si dedica anche al doppiaggio: è la voce del canarino Titti nei cartoni animati della Warner Bros. (affiancata da Gigi Proietti, che doppiava Gatto Silvestro), e fra gli anni sessanta e settanta doppia alcune interpretazioni di attrici quali Katharine Ross, Kim Darby, Mita Medici, Agostina Belli, Ornella Muti e Silvia Dionisio. Nel contempo comincia a lavorare anche al cinema in piccoli ruoli d'attrice: il suo esordio, a 15 anni e seppure non accreditata nei titoli di testa e doppiata, risale a Io la conoscevo bene (1965) di Antonio Pietrangeli, con protagonista Stefania Sandrelli.
Nel 1967 interpreta una studentessa liceale romana in Nel sole di Aldo Grimaldi, primo film del genere musicarello di Al Bano e Romina Power, insieme a Franco Franchi e Ciccio Ingrassia. In quegli anni recita anche in Mi vedrai tornare (1966) di Ettore Maria Fizzarotti, con Gianni Morandi e Zingara (1969) di Mariano Laurenti, con Bobby Solo. Sempre alla metà degli anni sessanta inizia a partecipare a vari spettacoli teatrali, tratti da opere di Molière, William Shakespeare e Luigi Pirandello. Nel 1966 partecipa anche al Festival di Castrocaro con i brani Ballando guancia a guancia e So cosa vuoi da me, a tutt'oggi rimasti inediti.
Nel 1968 si cimenta per la prima volta con un ruolo adulto, come protagonista femminile dello sceneggiato La freccia nera, diretto anch'esso da Anton Giulio Majano e tratto dall'omonimo romanzo di Robert Louis Stevenson, in cui è affiancata da Aldo Reggiani, Arnoldo Foà e Adalberto Maria Merli; lo sceneggiato ha un grande successo (con punte di 20 milioni di telespettatori), e grazie a questo Loretta giunge alla grande notorietà. Nel frattempo si diploma al Liceo Linguistico Internazionale di Roma. Interpreta inoltre molti fotoromanzi in cui è affiancata da Massimo Ranieri, Christian, Aldo Reggiani (già suo partner ne La freccia nera) e Ben Elkland.
Nel 1969 debutta anche come conduttrice con Incontro con Lucio Battisti, speciale musicale dedicato al cantautore di Poggio Bustone, seguito nel 1969 da altri speciali musicali come Il divo Claudio e Incontri musicali - Tre tuttofare. Nello stesso periodo inizia la sua attività radiofonica con programmi quali Radio per le scuole in cui ha anche modo di cimentarsi come disc-jockey per Radio Vaticana. Inoltre presta la sua voce anche per alcune audiostorie religiose delle Edizioni Paoline. Nel 1969 inizia ufficialmente la sua carriera discografica per l'etichetta discografica Durium con la quale incide il singolo Fino all'ultimo.

### Gli anni settanta

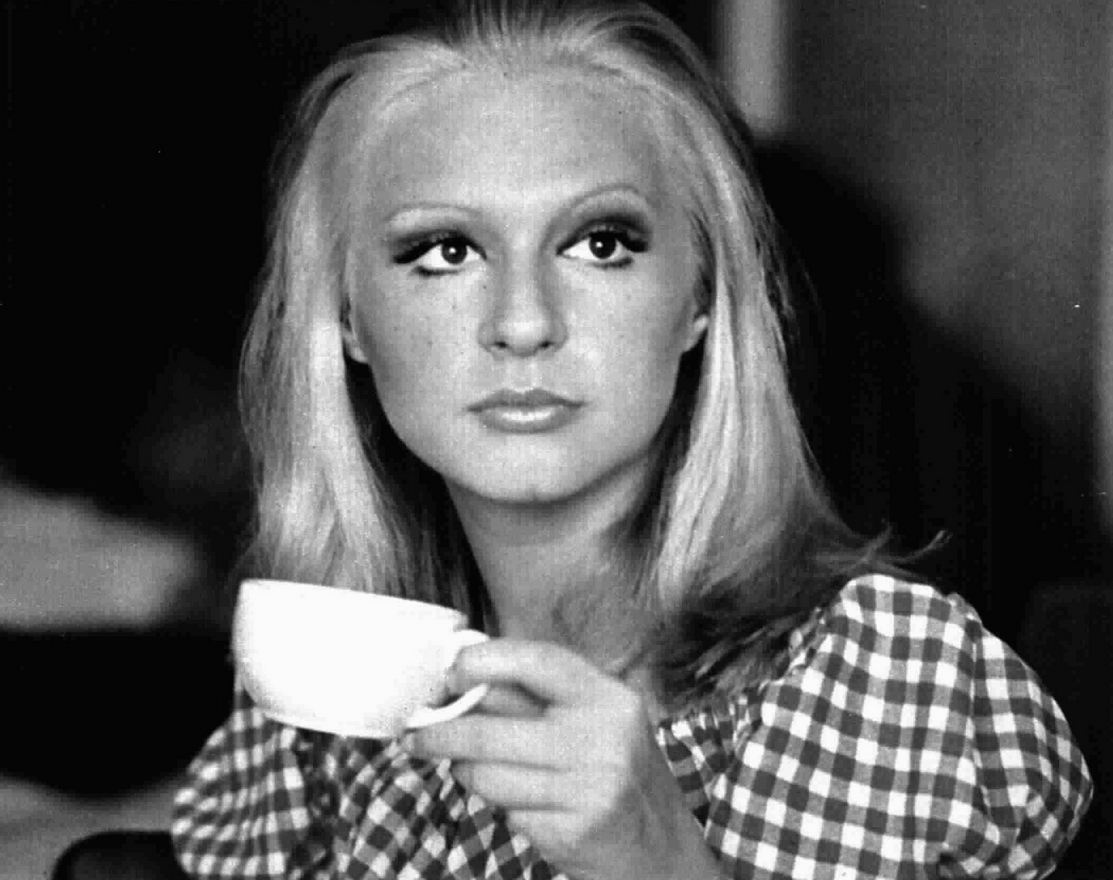
Loretta Goggi nel 1972, all'epoca in cui era soubrette di Canzonissima

Nel 1970 dopo aver inciso il singolo Cibù Cibà scritta da Paolo Limiti, tradotta anche in tedesco, inizia a rivelare le proprie doti di imitatrice nello show televisivo Jolly, presentato dal Quartetto Cetra. Nell'estate dello stesso anno Loretta conduce lo show Estate insieme assieme a Renzo Arbore, promuovendo gruppi musicali e cantanti solisti emergenti, esibendosi con la sorella Daniela nel Ballo boomerang. Non smette comunque di recitare in televisione. Nel 1971 è protagonista di ben tre sceneggiati televisivi: E le stelle stanno a guardare, sempre diretto da Anton Giulio Majano, in cui è affiancata da Giancarlo Giannini; l'episodio I passi sulla neve della serie Racconti italiani del '900 per la regia di Giuseppe Fina e La sera della partita, per la regia di Marcello Baldi sul Secondo Programma.
È poi al fianco di Pippo Baudo nel programma radiofonico Caccia alla voce, in cui sostituisce l'attore Franco Rosi poiché malato, incominciando a esibirsi come imitatrice, riscuotendo, a sorpresa, molto successo, tanto che il conduttore la vuole con sé nel varietà televisivo domenicale La freccia d'oro. Nell'estate 1971 partecipa alla manifestazione musicale Un disco per l'estate, con la canzone Io sto vivendo senza te di Alberto e Massimo Salerno e nel novembre dello stesso anno partecipa al World Popular Song Festival di Tokyo, arrivando in semifinale con il brano inciso in giapponese Dolce, triste. Nel corso dell'anno pubblica altri tre singoli: Ti chiedo scusa, Cico e Bum, singolo promozionale contenuto nelle confezioni delle bambole Sebino omonime, e Weil meine tranen viel zu schade sind, brano in tedesco inedito per l'Italia.

Nella primavera del 1972 partecipa accanto a Franco Franchi al varietà Teatro 11, sorta di parodia di Teatro 10 e recita in L'ombra del delitto, sceneggiato televisivo per la Televisione svizzera di lingua italiana.

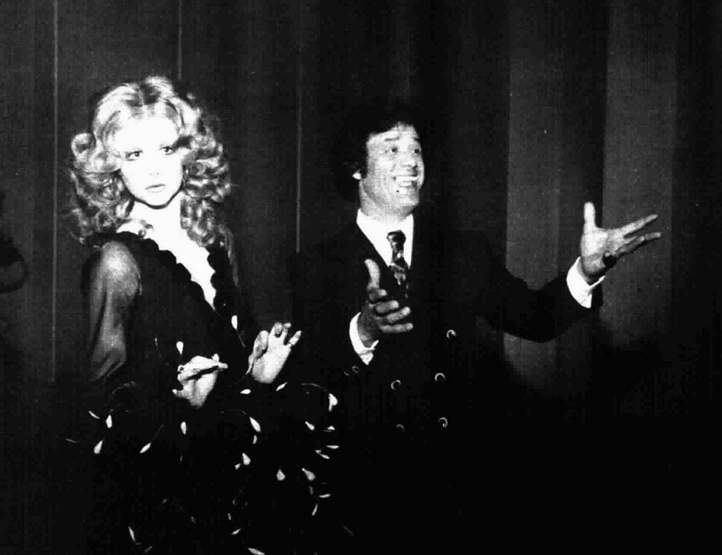
Loretta Goggi (nelle vesti di Mina) e Franco Franchi nel backstage di Teatro 11, 1972

Nello stesso anno la cantante svedese Frida del celebre gruppo pop degli ABBA incise una cover del brano Chi salta il fosso in svedese dal titolo Man Vill Ju Leva Lite Dessemellan, pubblicata su 45 giri e inclusa successivamente nelle ristampe dell'album Ring Ring.
Colpito positivamente dall'esperienza lavorativa con lei alla radio e con La freccia d'oro, Pippo Baudo sceglie la Goggi per affiancarlo nell'edizione 1972-73 del programma Canzonissima: in questa occasione Loretta rivela appieno il proprio talento di intrattenitrice, soprattutto grazie alla sua capacità di imitare le donne dello spettacolo come Mina, Sophia Loren, Nada, Gina Lollobrigida e molte altre e per lei è la consacrazione definitiva come showgirl. La Goggi incide anche la sigla d'apertura della trasmissione, Vieni via con me (Taratapunzi-e) (scritta da Marcello Marchesi, Dino Verde, Enrico Simonetti e Pippo Baudo), vincendo il suo primo disco d'oro e sempre all'interno del programma lancia anche i tormentoni Mani mani e Yeah!.
Nei primi mesi del 1973 viene scritturata in Inghilterra per un Telethon televisivo in cui affianca Sammy Davis Jr.
Nell'autunno dello stesso anno torna in Italia e, insieme con l'imitatore Alighiero Noschese, è la mattatrice del varietà del sabato sera Formula due, in cui la coppia si esibisce in una serie di imitazioni e parodie e in cui Loretta canta la sigla iniziale Molla tutto e promuove il suo album, intitolato proprio Formula 2; tale varietà risulterà il programma televisivo italiano più seguito del 1973, con una media di 26 milioni di telespettatori e inoltre fu uno dei primi show televisivi registrati a colori in via sperimentale dalla Rai. Nel 1974 Loretta realizza il suo primo show da solista dal vivo alla Bussola, il locale versiliese di Sergio Bernardini e nello stesso anno pubblica quattro singoli prodotti da Polito e da Totò Savio. Quest'ultimo poi diverrà l'autore musicale di Loretta fino al 1985.
Nel 1975 passa all'etichetta discografica CBS in seguito inglobata dalla CGD, dove rimarrà fino al 1978. Nel 1976, dopo due anni di assenza dai teleschermi, la Goggi è ancora in Rai con Dal primo momento che ti ho visto, curiosa commistione tra sceneggiato musicale e varietà televisivo trasmesso dalla Rete 1 (in seguito Rai 1), di cui è protagonista insieme con Massimo Ranieri; nel programma Loretta interpreta i brani Notte matta, Dirtelo, non dirtelo e Ma chi sei? (quest'ultimo cover italiana del brano disco-music Lady Bump di Penny McLean), che entrano tutti in hit-parade, riscuotendo molto successo. Subito dopo la fine del programma, la Goggi incomincia una lunga tournée estiva. Proprio in questo programma fa il suo debutto televisivo Luca Sabatelli, costumista e scenografo fortemente voluto da Loretta dopo averlo conosciuto sul set di un Carosello della soubrette per l'amaro Ramazzotti per la regia di Luciano Salce. La Goggi lo volle come suo costumista anche per molte sue turnè teatrali e concerti. Fu proprio grazie a questo show che Raffaella Carrà notò i costumi indossati dalla Goggi e volle conoscere Sabatelli, iniziando con lui una lunga collaborazione
Nel 1977 il nuovo singolo, Ancora innamorati, è distribuito, oltre che in Italia, anche in Grecia, Germania, Spagna e Stati Uniti, il lato B contiene la canzone Monsieur voulez-vous dançer?, un brano del filone disco-music, tanto in voga in quel periodo. Scaduto il contratto con il produttore e manager Polito, Loretta Goggi si mette in proprio con la sorella Daniela per un duo artistico, le Hermanas Goggi. La coppia gira dunque l'Italia con lo spettacolo Go & Go e un singolo disco-music, Domani, che ottiene molto successo.

Nel 1978, le sorelle Goggi assieme a Pippo Franco, Oreste Lionello e tutta la compagnia del Bagaglino, per la regia di Antonello Falqui, realizzano il varietà televisivo Il ribaltone trasmesso sulla Rete 1 della Rai, in cui cantano la sigla finale Voglia. Il programma vince il premio Rosa d'argento al Festival di Montreux in Svizzera come miglior trasmissione televisiva europea dell'anno. In seguito la coppia Goggi riprende la tournée anche nel resto d'Europa. In Spagna pubblica l'album Estoy bailando cantado en español (mai pubblicato in Italia) e l'omonimo singolo, versione spagnola del brano Sto ballando già inciso precedentemente dalla sola Daniela (anche se a volte le due sorelle si esibiranno insieme anche nella versione in italiano), che finisce in cima alla hit-parade iberica e in quelle di moltissimi altri Paesi di lingua spagnola. Il brano diverrà in seguito un vero e proprio inno delle comunità LGBT dei Paesi ispanici.

Loretta Goggi, Beppe Grillo e Heather Parisi nella prima edizione del programma TV Fantastico (1979)

Nel luglio 1979, per rinnovare la sua immagine, decide di posare per Playboy, coperta da veli trasparenti che lasciano intravedere il seno, in un servizio fotografico di Roberto Rocchi con relativa copertina. Nell'autunno dello stesso anno, dopo aver stipulato un contratto discografico quinquennale con la WEA Italiana, Loretta torna a lavorare come solista in televisione, conducendo in Rai la prima edizione del varietà del sabato sera della Rete 1, Fantastico, abbinato alla Lotteria Italia, insieme con Beppe Grillo e all'allora esordiente Heather Parisi con la regia di Enzo Trapani. Il programma ottiene molto successo, ottenendo una media di 26 milioni di telespettatori; qui lancia uno dei suoi brani più noti ma anche vocalmente impegnativi: L'aria del sabato sera, che viene utilizzato come sigla di chiusura della trasmissione, il quale porta la Goggi nuovamente in cima alla hit-parade musicale italiana, nella quale era contemporaneamente presente anche con Cicciottella, una canzone destinata ai bambini, scritta per lei da Bruno Lauzi e Pippo Caruso, utilizzata come sigla del varietà domenicale Fantastico bis, spin-off della trasmissione da lei condotta, trasmesso all'interno di Domenica in e presentato da Pippo Baudo.
I due brani comparvero infatti simultaneamente nella top 3 dei singoli più venduti in Italia in quel periodo, rispettivamente al secondo e terzo posto. Dietro l'apparenza di un testo per bambini, Cicciottella nasconde in realtà una metafora, neanche troppo velata, della crisi energetica e petrolifera del 1979 che si verificò a causa del brusco rialzo nel mercato internazionale del prezzo del petrolio a seguito della rivoluzione iraniana del 1979, che causò gravi effetti sull'apparato produttivo del paese dipendente per il 70% dal petrolio e dai suoi derivati. Cicciottella non è altro che la Terra o l'Italia stessa, secondo altre interpretazioni, ed i riferimenti alla crisi presenti nel testo sono molteplici, finanche con suggestive e fantasiose soluzioni al risparmio energetico e alla ricerca di fonti autonome alternative per l'Occidente. Nel dicembre dello stesso anno appare anche sulla copertina del Radiocorriere TV come madrina della neonata Rete 3 della Rai (in seguito Rai 3).
Per esigenze lavorative in quel periodo si trasferisce da Roma a Milano, un trasferimento che da provvisorio diverrà a lungo termine; infatti vivrà nella metropoli lombarda fino al 1986. Il 10 settembre 1979, durante la lavorazione di Fantastico, Loretta conosce il primo ballerino e coreografo Gianni Brezza, che diventerà nel successivo autunno il suo compagno, anche se nel primo periodo la relazione venne nascosta, essendo Brezza ancora sposato. Nel 1981, Gianni Brezza si separa dalla moglie e i due ufficializzano la relazione, che culminerà con le nozze celebrate a Orbetello in Toscana il 26 aprile 2008, dopo 29 anni di fidanzamento.

### Gli anni ottanta
Nel 1980 Loretta pubblica il singolo estivo Notti d'agosto, originariamente un brano del 1975 di Franco Califano, e intraprende una nuova tournée internazionale con la sorella Daniela intitolata Supergoggi che arriva fino ai paesi dell'America Latina. Per il rotocalco Bolero, Loretta e Gianni interpretano insieme il fotoromanzo Amore in alto mare. Nello stesso anno, sempre assieme alla sorella Daniela, è inoltre la protagonista di una puntata del varietà televisivo di successo Giochiamo al varieté, diretto da Antonello Falqui e trasmesso sulla Rete 1 della Rai, in cui le due sorelle impersonano celebri coppie dello spettacolo italiano e internazionale.

#### Festival di Sanremo 1981:Maledetta primavera
Nel 1981 partecipa come cantante in gara al Festival di Sanremo con il suo brano più celebre, Maledetta primavera, conquistando il secondo posto nella classifica finale. Maledetta primavera si rivelerà una hit internazionale che venderà oltre un milione di copie (di cui verranno poi incise diverse cover in varie lingue straniere), ricevendo il disco d'oro e il disco di platino, e divenendo ben presto un classico della musica italiana.

Loretta Goggi durante Hello Goggi, primo varietà di Canale 5, nel 1981

L'album in cui è contenuta Maledetta primavera, intitolato Il mio prossimo amore, esce nell'autunno dello stesso anno, in occasione dello show televisivo Hello Goggi, varietà di prima serata totalmente incentrato su Loretta e le sue imitazioni, che segna il passaggio della Goggi dalla Rai all'allora neonata Canale 5 (di cui Hello Goggi è stato in assoluto il primo varietà). L'album è composto da nove canzoni, alcune già edite. Due canzoni inserite nello show televisivo saranno però pubblicate solo nel 2000 su CD. La canzone-titolo dell'album Il mio prossimo amore viene utilizzata come sigla finale dello show di Canale 5 e il disco, grazie alla promozione fatta durante le puntate del varietà, raggiunge i vertici delle classifiche musicali.
Sempre nel 1981 Loretta è protagonista anche a teatro, al fianco di Gigi Proietti (ritrovandosi dopo la comune esperienza nel doppiaggio), del musical Stanno suonando la nostra canzone, di cui poi viene pubblicato l'omonimo album, contenente tutte le canzoni dello spettacolo, nella versione italiana di Carla Vistarini.
Nella primavera 1983 Loretta passa da Canale 5 a Rete 4, dove conduce, assieme a Paolo Panelli e Luciano Salce, Gran varietà, show della prima serata della domenica. All'interno del programma, la Goggi presenta il suo nuovo album dal taglio autobiografico ed esistenziale, Pieno d'amore; tra le canzoni dell'album che riscuotono maggiore successo, oltre al brano che dà il titolo al disco, che raggiunge i primi posti in classifica nella hit parade, si ricordano Oceano, utilizzata come sigla di chiusura di Gran varietà, e Solo un'amica. Le canzoni verranno promosse in numerose altre trasmissioni televisive del periodo come Discoring, Un milione al secondo, Premiatissima e anche in molti programmi radiofonici.
Nel dicembre 1983 Loretta ritorna in Rai dove fino al 1985 è protagonista su Rai 1 come brillante conduttrice del game-show Loretta Goggi in quiz (trasmesso nella prima annata al venerdì, e nella seconda al giovedì), con la regia di Emilio Uberti (nella prima edizione) e di Gianni Brezza (nella seconda) che nel 1984 si aggiudica il Telegatto come Miglior quiz. Come sigle finali delle due stagioni del programma vengono scelte tre canzoni della Goggi: nella prima Una notte così poi sostituita da Un amore grande, e nella seconda Notte all'opera.
Nel 1984 registra la canzone Un amore grande, scritta da Umberto Tozzi e Giancarlo Bigazzi.
In un'intervista la Goggi ha smentito categoricamente di aver mai deciso di partecipare al Festival di Sanremo 1984 con il brano, o di essersi ritirata, leggenda metropolitana viva ancora oggi, ma semplicemente di non aver mai accettato di parteciparvi, in quanto in quel periodo conduceva con successo la seconda edizione di Loretta Goggi in quiz aggiungendo che fu presentata una lettera di adesione che aveva una sua firma malamente contraffatta. La Goggi ha dichiarato nella stessa intervista di aver vinto una causa legale contro chi ha portato come prova la lettera di adesione falsa e ha messo in giro le voci di un suo forfait all'ultimo momento.
Il brano fu proposto in un primo momento anche a Giuni Russo ma i dissapori della cantante con la sua casa discografica di allora, la CGD, e quelli privati con Caterina Caselli non le permisero di partecipare alla kermesse, e fu infine ereditato da Pupo, che ne prese il posto e risultò alla fine quarto. Otto anni più tardi l'artista rivelò di aver pilotato quel piazzamento investendo 75 milioni di lire in schedine del Totip (il cui acquisto dava diritto a votare per i concorrenti in gara al festival).
La canzone viene comunque promossa dalla Goggi in diverse trasmissioni televisive, anche se il brano non otterrà lo stesso riscontro commerciale delle sue canzoni precedenti.
Nella stagione 1985-1986 le fu proposta la conduzione di Domenica in, appena rimasta orfana di Pippo Baudo, ma la Goggi declinò l'offerta ed il programma fu affidato a Mino Damato ed Elisabetta Gardini.
Torna poi a Sanremo nel 1986, stavolta però come conduttrice della 36ª edizione del Festival: la Goggi è la prima donna a condurre la manifestazione come presentatrice principale, ottenendo un grandissimo successo in termini d'ascolto. Per lei Mango (uno degli artisti in gara in quell'edizione) scrive la canzone Io nascerò, che viene utilizzata come sigla iniziale della kermesse canora (e inserita in seguito nell'album C'è poesia); il brano diventa presto disco d'oro, battendo così nelle vendite anche molte canzoni in gara al Festival di quell'anno.
Nella metà degli anni ottanta c'è una decisiva svolta nella scelta del repertorio discografico di Loretta: abbandona infatti Totò Savio e passa all'etichetta Fonit Cetra, affidandosi al produttore Mario Lavezzi e incominciando a interpretare brani scritti da prestigiosi autori tra cui Bruno Lauzi, Rettore, Ron, Zucchero Fornaciari, Dario Baldan Bembo, Enrico Ruggeri, Gianni Togni, Umberto Tozzi, Paolo Conte e Gianni Bella.

Loretta Goggi ne Il bello della diretta (1986)

Dopo l'esperienza sanremese, Loretta continua anche la sua carriera televisiva, realizzando molti programmi di successo trasmessi dalla Rai tra cui: Il bello della diretta, trasmesso nella primavera 1986 su Rai 1 nella prima serata del giovedì, in cui presenta anche il suo album, C'è poesia.
Nella primavera del 1987, sempre su Rai 1, è la volta di Canzonissime, uno show dedicato ai cento anni dalla nascita del disco, al cui interno Loretta promuove anche il suo nuovo album, C'è poesia due; il varietà, realizzato con grande dispiego di mezzi e budget da parte della Rai, dapprima programmato per il giovedì e, in seguito al successo ottenuto dalle prime puntate, promosso al sabato con ottimo riscontro di pubblico.
Nella stagione 1987-88 la Goggi conduce il programma preserale di Rai 1 Ieri, Goggi e domani in cui presentò il suo nuovo album, Donna io donna tu; Il successo della trasmissione è tale da provocare la chiusura anticipata del programma diretto competitor (Ciao Enrica condotto da Enrica Bonaccorti su Canale 5) e a far vincere a Loretta Goggi il Telegatto come personaggio televisivo femminile dell'anno.
Nella stagione successiva 1988-89 è la volta del programma della fascia del mezzogiorno, Via Teulada 66, trasmesso sempre su Rai 1, in cui anche qui presentò il suo nuovo disco, Punti di vista; nonostante i risultati ottenuti dal programma siano al di sotto delle aspettative, nella primavera 1989 la Goggi si aggiudica l'Oscar TV sempre come personaggio televisivo femminile dell'anno.

### Gli anni novanta
Dopo due anni di assenza dai teleschermi, nella stagione 1991-92 passa a Telemontecarlo dove presenta il varietà di seconda serata, Festa di compleanno, in onda tutti i giorni dal lunedì al venerdì, dove in ogni puntata veniva festeggiato il compleanno di un personaggio famoso. Nello stesso anno pubblica quello che a oggi è il suo ultimo album in studio, Si faran... canzone, inciso per la Fonit Cetra, che viene presentato proprio all'interno di Festa di compleanno: tra le tracce più importanti del disco vi sono Storie all'italiana (brano che venne utilizzato anche come sigla del programma) e Temporale.
Tra la fine del 1992 e l'inizio del 1993 torna di nuovo in Rai conducendo il varietà di Rai 2 Il canzoniere delle feste, tre puntate speciali in onda in prima serata durante il periodo natalizio.
Nel 1996 Johnny Dorelli le propone di dividere con lui lo spettacolo teatrale Bobbi sa tutto, premiato con il Biglietto d'oro per il maggiore incasso teatrale del 1996. Insieme con Dorelli, Loretta realizza pure la sit-com Due per tre, serie prodotta in tre stagioni, in onda su Canale 5 alla domenica pomeriggio tra il 1997 e il 1999.
Nell'estate del 1997 conduce inoltre su Rai 1 il varietà La zanzara d'oro, rassegna dedicata alla scoperta di nuovi attori comici, in cui è affiancata da Enzo Iacchetti. Questa sarà la sua ultima apparizione ufficiale come conduttrice sulla prima rete di Stato per almeno 10 anni.
Dal 1998 al 2002 conduce su Mediaset con Mike Bongiorno quattro edizioni del programma musicale Viva Napoli (su Rete 4), dove duetta con molti concorrenti e di cui aveva già vinto inoltre la seconda edizione del 1996.
L'11 settembre 1998 presenta Il mio canto libero, concerto-evento live dedicato alla scomparsa di Lucio Battisti (morto appena due giorni prima) in piazza del Campidoglio a Roma, interpretando i brani I giardini di marzo, Io vorrei, non vorrei, ma se vuoi e altri successi del cantautore; il programma è seguito in diretta su Canale 5 da oltre 8 milioni di telespettatori.
Nel 1999 la Goggi è la protagonista della prima serata di Canale 5 con il programma Innamorati pazzi, in onda per la serata di san Valentino. Partecipa inoltre al musical Hello, Dolly! di cui è la protagonista accanto a Paolo Ferrari, prodotto nel 1999 e rappresentato con grande successo in tutta Italia sino al 2003. Le canzoni interpretate da Loretta nel musical verranno poi raccolte nell'omonimo album Hello, Dolly!; si conclude così il periodo televisivo e discografico più intenso della sua carriera.

### Gli anni duemila
Nel 2000 viene realizzato il programma Auguri Loretta in onda in due puntate su Rete 4 per festeggiare i suoi cinquant'anni, il programma è un collage di vari spezzoni che contiene le migliori esibizioni sulle reti Mediaset di Loretta. In questo periodo incomincia comunque a diradare le sue apparizioni in televisione e si dedica prevalentemente al teatro. Torna inoltre a cimentarsi nel doppiaggio con il film d'animazione Monsters & Co prestando la voce all'archivista Roz.
Maledetta Primavera Show, per la regia di Fabrizio Angelini, è lo spettacolo a lei dedicato rappresentato per tutto il 2003 presso il Teatro Colosseo di Roma. Nel 2004-2005 è protagonista invece dello spettacolo musicale Molto rumore (senza rispetto) per nulla, diretto da Lina Wertmüller.
Nel 2006 riprende anche l'attività come attrice al cinema, interpretando la madre del protagonista nel film Gas di Luciano Melchionna, ottenendo la candidatura ai Nastri d'argento 2006 come migliore attrice non protagonista. Sempre nel 2006 il rapper statunitense T.I. campiona il brano Molla tutto per il suo brano Get It (contenuto nell'album King), utilizzato per la colonna sonora del film Step Up. Per la stagione 2006-2007 ha portato in teatro Se stasera sono qui, il suo one-woman show diretto da Gianni Brezza. Lo spettacolo riprende i suoi successi e brani internazionali, poi raccolti in un album omonimo, oltre a caratterizzazioni, imitazioni e monologhi comici.
Nel settembre 2007 è tornata in televisione, conducendo su Rai 1, insieme con Mike Bongiorno, la 68ª edizione di Miss Italia. Celebre la polemica culminata quasi in uno scontro, con il collega presentatore, seguita dall'abbandono del palco. Rientrata nella conduzione dello show, sottolineò le sue proteste per il presunto ruolo minore che Mike sembrava volerle affidare.

### Gli anni duemiladieci
In questo decennio, la Goggi torna ad apparire e lavorare in televisione in maniera assidua. Nel 2010 torna a Ciak... si canta proponendo altri due video, quello di Il mio prossimo amore e L'aria del sabato sera. In entrambi compare anche il marito Gianni Brezza. Sempre nel 2010 vengono pubblicate le ristampe in formato digitale degli album Il mio prossimo amore (1981), Pieno d'amore (1982), Donna io donna tu (1988), Punti di vista (1989) e Si faran... canzone (1991) nella collana Original Album Series edita dalla Rhino Records per la Warner Fonit.
Per la stagione teatrale 2009-2010 è in scena con SPA - Solo Per Amore, regia di Gianni Brezza. Ad accompagnare l'artista, un'orchestra di dodici musicisti e un corpo di ballo di dieci ballerini. Lo spettacolo è andato in scena anche durante l'estate 2010 e per la stagione teatrale 2010-2011. L'attrice è stata tuttavia costretta a sospendere la tournée a causa dell'aggravarsi delle condizioni di salute del marito, il regista e coreografo Gianni Brezza, che muore a Roma il 5 aprile 2011.
Il 28 ottobre 2011 Loretta torna in televisione, per la prima volta dopo la morte del marito Gianni Brezza, come ospite di Carlo Conti nel programma I migliori anni. Durante la serata sono stati celebrati i suoi 50 anni di carriera. Nel 2012 fa parte della giuria del nuovo talent-show di Rai 1, Tale e quale show condotto da Carlo Conti e affiancata nello stesso ruolo da Christian De Sica e Claudio Lippi. Nello stesso anno recita nel film commedia Pazze di me di Fausto Brizzi, che segna il suo ritorno sul grande schermo dopo sette anni di assenza.
Da novembre 2013 Loretta torna sul set di una fiction televisiva, recitando in Un'altra vita, serie in sei puntate recitata accanto a Vanessa Incontrada, Cesare Bocci e Daniele Liotti, per la regia di Cinzia TH Torrini, che viene trasmessa nell'autunno 2014 su Rai 1 con grande successo di pubblico. Il 5 novembre 2013 è inoltre uscito, nelle edicole e nelle librerie, il suo libro autobiografico intitolato Io nascerò - La forza della mia fragilità, edito dalla casa editrice Edizioni Piemme.
Nell'autunno 2014 torna ancora una volta a vestire il ruolo di giudice nella quarta edizione del talent-show di Rai 1 Tale e quale show condotto sempre da Carlo Conti. Loretta e la sorella Daniela, l'8 dicembre 2014 hanno pubblicato un CD, remixato da Marco Lazzari e prodotto da Rolando D'Angeli, con i loro più grandi successi in chiave dance, intitolato Hermanas Goggi Remixed. Nell'autunno 2015 è ancora una volta giudice del varietà-talent di Rai 1 Tale e quale show condotto sempre da Carlo Conti, affiancata in questa edizione da Claudio Lippi, Gigi Proietti (subentrato a Christian De Sica) più un quarto giudice, diverso per ogni puntata.
Nello stesso periodo incomincia a girare la fiction Come fai sbagli, diretta da Tiziana Aristarco e Riccardo Donna e interpretata assieme a Daniele Pecci, Caterina Guzzanti, Francesca Inaudi ed Enrico Ianniello, che viene trasmessa su Rai 1 nella primavera 2016. In seguito è una delle protagoniste della fiction di Rai 1 Sorelle, diretta da Cinzia TH Torrini e interpretata assieme ad Anna Valle, Ana Caterina Morariu, Giorgio Marchesi e Alessio Vassallo, e trasmessa con successo nella primavera 2017.
Il 29 ottobre 2018 la FIMI (Federazione Industria Musicale Italiana), ha conferito a Maledetta primavera la certificazione di Disco d'oro d'annata. Il 4 aprile 2019 è stato presentato il cortometraggio Sogni, scritto e diretto da Angelo Longoni, in cui Loretta è protagonista, e dove torna a lavorare in coppia con la sorella Daniela. Il corto affronta il tema della malattia di Alzheimer visto dal punto di vista di chi ne soffre. Nell'autunno 2019 oltre a ricoprire nuovamente il ruolo di giurata a Tale e quale show, torna anche al cinema con la commedia Appena un minuto, diretta da Francesco Mandelli e distribuita nelle sale a partire dal 3 ottobre, e recita nuovamente in televisione nella fiction di Cinzia TH Torrini Pezzi unici, nel ruolo di Viviana, cliente del protagonista Sergio Castellitto.
Nell'ottobre del 2019 è anche la protagonista di una puntata del programma A raccontare comincia tu, condotto da Raffaella Carrà su Rai 3, durante la quale le due hanno definitivamente smentito le voci di una loro presunta rivalità, che erano state alimentate dalla stampa scandalistica fin dai primi anni settanta. Ha inoltre partecipato con altri personaggi dello spettacolo in qualità di scrittrice al libro Un mondo per tutti, edito da Il Castoro, raccolta di nove racconti per bambini scritti da personaggi dello spettacolo a sostegno dell'AMREF.
Attualmente non sono reperibili i dati di vendita ufficiali degli album di Loretta Goggi, ma sono stati pubblicati nel novembre del 2019 sul sito della FIMI quelli, seppure parziali, delle vendite di alcuni singoli per il mercato italiano che, sommati danno la cifra, sempre parziale, di nove milioni e novecentocinquantamila copie vendute.

### Gli anni duemilaventi
Nel 2020 ha girato quattro film: Burraco fatale, per la regia di Giuliana Gamba, uscito nell'ottobre del 2020, Glassboy, diretto da Samuele Rossi, per i quali ha ricevuto la candidatura al Nastro d'argento alla migliore attrice in un film commedia 2021, Rido perché ti amo, diretto da Paolo Ruffini e Ritorno al crimine, per la regia di Massimiliano Bruno. Nell'autunno 2020 è nuovamente giudice del talent show di Rai 1 Tale e quale show, giunto alla sua decima edizione, dove ha condotto insieme a Giorgio Panariello e Vincenzo Salemme una puntata intera al posto di Carlo Conti, ricoverato in ospedale a causa del COVID-19. Nel 2021 è nel cast della fiction di Rai 1 Fino all'ultimo battito per la regia di Cinzia TH Torrini.
Per celebrare i quarant'anni di Maledetta primavera, avvenuta il 5 febbraio 2021, il 19 marzo del medesimo anno l'album Il mio prossimo amore è stato ristampato a tiratura limitata di trecento copie numerate in vinile colorato rosa, e in una nuova versione CD, entrambe rimasterizzate e con l'aggiunta del brano Mi solletica l'idea, lato B del singolo Maledetta primavera, raggiungendo il decimo posto per la categoria vinili e il trentunesimo posto degli album più ascoltati nelle classifiche settimanali FIMI.
Il 9 settembre del 2021 riceve il SEAT Music Award per i quarant'anni di Maledetta Primavera all'arena di Verona. Sempre nell'autunno dello stesso anno torna ad occupare il posto in giuria a Tale e Quale Show. In una delle puntate le è stato consegnato il disco di platino dalla Warner Music Italia per aver superato le settantamila unità solo nel 2021, tra copie vendute in digitale e streaming, della sua hit Maledetta Primavera.
Nel marzo 2022 è tra i protagonisti della miniserie TV di Canale 5, Più forti del destino.
Successivamente, parallelamente a Tale e quale show, è giudice anche degli spin off Tali e quali, NaTale e quale show e Tale e quale Sanremo.
A trent'anni di distanza dall'ultima trasmissione condotta in solitaria (Il canzoniere delle feste), il 10 marzo 2023 prende il via su Rai 1 il suo nuovo show Benedetta primavera, in onda in prima serata per quattro puntate, dove ripercorre il mondo dello spettacolo attraverso le sue doti di cantante, attrice ed imitatrice.
Nel giugno del 2023 viene premiata con il Bubino d'oro dai lettori di TV Blog come miglior conduttrice dell'anno.
Il 6 luglio 2023 viene distribuito al cinema il film Rido perché ti amo, diretto da Paolo Ruffini, già previsto nel 2021 e rimandato a causa della pandemia COVID-19, che vede la partecipazione straordinaria di Loretta Goggi.
Nella stagione autunnale del medesimo anno, sarà giurata a Tale e quale show, e successivamente anche degli spin off Tali e quali, NaTale e quale show e Tale e quale Sanremo. La Goggi lascerà il programma nel 2024 dopo 13 edizioni per motivi famigliari.
Il 22 novembre 2023 è co-conduttrice insieme a Mara Venier di Noi e..., uno show di beneficenza per l'UNICEF in prima serata su Rai 1.
Nel mese di luglio del 2024 riceve il doppio disco di platino dalla Warner Music per le vendite e gli ascolti del suo più grande successo: "Maledetta Primavera".
Il 27 settembre 2024 è stato ristampato l'album "C'è poesia" in 1100 copie di vinili, classificandosi nella prima settimana dall'uscita dell'album al sesto posto nella classifica FIMI.

## Vita privata
Nei primi anni settanta è stata legata sentimentalmente al suo manager, pianista, cantante, arrangiatore e produttore discografico italiano Enrico Polito. 
In seguito si è legata ad un giovane avvocato estraneo al mondo dello spettacolo, ma il rapporto tra i due si concluse durante la lavorazione della prima edizione di Fantastico. 
Dal 1979 è stata sentimentalmente legata al ballerino e coreografo Gianni Brezza, conosciuto proprio durante Fantastico (di cui era il primo ballerino), all'epoca ancora sposato con la sua prima moglie, sebbene già ufficialmente separato da diverso tempo; la loro relazione venne ufficializzata nel 1981; Brezza divenne agente, fotografo, coreografo e regista ufficiale di Loretta per molti anni, e con lei dividerà anche la sua grande passione per la barca ed il mare, partecipando e vincendo anche diverse competizioni agonistiche. Dopo 29 anni di fidanzamento e convivenza, i due si sono sposati nel 2008 ad Orbetello con una cerimonia civile. La Goggi rimarrà legata a Brezza fino alla sua scomparsa per malattia, avvenuta il 5 aprile del 2011.

## Personaggi imitati
Loretta Goggi ha imitato durante la sua carriera televisiva centinaia di voci, alcune delle quali di fantasia, legate cioè a tipi comuni. La prima imitazione è stata quella di Patty Pravo con La spada nel cuore, ascoltata casualmente dal conduttore Pippo Baudo che le propose di entrare nel mondo del varietà. Le sue più conosciute imitazioni (in ordine alfabetico) sono:
Al Bano, Alice, Woody Allen, Chelo Alonso, Giulio Andreotti, Shirley Bassey, Gianni Bella, Marcella Bella, Orietta Berti, Isabella Biagini, Mariolina Cannuli, Carlo III del Regno Unito, Raffaella Carrà, Caterina Caselli, Gigliola Cinquetti, Sabina Ciuffini, Carmen Consoli, Beatrice Cori, Catherine Deneuve, Marlene Dietrich, Elisabetta II del Regno Unito, Lola Falana, Gabriella Ferri, Wilma Goich, Sergio Japino, Sylva Koscina, Rosanna Lambertucci, Amanda Lear, Gina Lollobrigida, Sophia Loren, Madonna, Lucia Mannucci, Wanna Marchi, Guillermo Mariotto, Mariangela Melato, Milva, Mina, Liza Minnelli, Sandra Mondaini, Marilyn Monroe, Rita Levi Montalcini, Laura Morante, Marina Morgan, Claudia Mori, Nada, Nicoletta Orsomando, Emanuela Folliero, Wanda Osiris, Heather Parisi, Rita Pavone, Nilla Pizzi, Romina Power, Patty Pravo, Renato Rascel, Donatella Rettore, Katia Ricciarelli, Amália Rodrigues, Carmen Russo, Delia Scala, Camilla Shand, Alan Sorrenti, Diana Spencer, Barbra Streisand, Elizabeth Taylor, Paola Tedesco, Margaret Thatcher, Umberto Tozzi, Enzo Paolo Turchi, Bice Valori, Ornella Vanoni, Sylvie Vartan, Raimondo Vianello, Monica Vitti, Ursula von Der Leyen, Iva Zanicchi e Renato Zero.

## Primati televisivi
Loretta Goggi detiene alcuni primati in ambito televisivo:
- Durante la sua carriera si è cimentata in numerose imitazioni di personaggi famosi, sia maschili sia femminili e, sebbene altre attrici come Isabella Biagini avessero già proposto parodie di personaggi famosi in TV, Loretta Goggi viene riconosciuta come la prima donna imitatrice della televisione italiana, nonché la prima ad aver inserito all'interno delle imitazioni, elementi di satira nei testi, differenziando quindi l'imitazione dalla mera parodia.[1]
- Assieme ad Alighiero Noschese ha condotto il primo varietà televisivo ripreso in via sperimentale a colori dalla Rai: Formula due, andato in onda tra il 1973 ed il 1974.
- È stata la prima donna a condurre un quiz televisivo in solitaria (Enrica Bonaccorti aveva condotto l'anno prima il quiz Il sesso forte, ma comunque in coppia con Michele Gammino), dapprima all'interno della prima edizione di Fantastico nel 1979, storico varietà del sabato sera dove conduceva un quiz composto da quattro giochi incentrati sulle canzoni italiane degli ultimi 25 anni, e successivamente con Loretta Goggi in quiz dal 1983 al 1985, dove i ruoli classici erano invertiti.
- Sebbene Mike Bongiorno fosse il secondo personaggio Rai a lasciare l'azienda pubblica e tra il 1979 e il 1982 avesse già condotto sulle reti Fininvest alcuni programmi di successo, la Goggi è il primo personaggio Rai a lasciarla per lavorare a Canale 5 (nonché la prima donna): nel 1981, infatti, ha condotto il primo varietà televisivo della neonata rete, Hello Goggi.
- Loretta Goggi condusse inoltre il primo varietà di Rete 4, Gran varietà, quando l'emittente era ancora di proprietà della Arnoldo Mondadori Editore e non ancora appartenente al gruppo Fininvest, a partire dal 17 aprile 1983.
- È stata la prima donna a condurre come presentatrice principale il Festival di Sanremo, nel 1986.
- Ha vinto quattro Telegatti in quattro diverse categorie: miglior sigla, miglior quiz, miglior trasmissione musicale e personaggio femminile dell'anno.

## Profilo vocale
Dall'agile melisma tipicamente all'italiana e dal peculiare timbro caldo e vellutato con una lieve sfumatura nasale, Goggi vanta un registro dotato di ampia estensione, in grado di spaziare dai bassi, solidi e sonori (può sostenere senza difficoltà un B2), fino agli acuti in belting, nonché a quelli in voce di testa (Bb5 in Brava di Mina, abbassata di un tono rispetto alla tonalità originale).

## Politica
Tifosa della Roma, il 27 luglio 1991 entrò a far parte assieme ad altri personaggi dello spettacolo e della politica come Lorella Cuccarini, Alberto Sordi, Gigi Proietti, Antonello Venditti, Ornella Muti, il senatore Adriano Ossicini, Giuseppe De Vivo, al tavolo della Consulta Giallorossa, un organismo di trenta membri creato dall'allora presidente della squadra Giuseppe Ciarrapico, su iniziativa dell'allora Presidente del Consiglio Giulio Andreotti, anch'egli notoriamente tifoso della squadra.
Nei primi anni novanta si iscrisse al Partito Radicale di Marco Pannella, sostenendone, assieme ad altri personaggi dello spettacolo, la candidatura alle elezioni amministrative del 1993 nel collegio di Roma-Prati, nel suo tentativo di battere il leader di Alleanza Nazionale Gianfranco Fini. Pannella le offrì in seguito di candidarsi alle elezioni politiche del 1994, candidatura che la Goggi rifiutò.

## Status di icona gay
Loretta Goggi è spesso considerata un'icona gay, e una parte notevole della comunità LGBT l'ha abbracciata come icona della cultura pop, sia in Italia che in Spagna, soprattutto nel periodo di grande successo in coppia con la sorella Daniela per il duo Hermanas Goggi, tanto che nel 2009 il duo di Drag queen spagnole Shimai ha inciso una cover dance del brano Estoy bailando, rimasto a tutt'oggi una canzone di culto LGBT dei paesi in lingua ispanica, così come Maledetta primavera, hit di Loretta, anch'essa diventata oggetto di parodie da parte di numerose drag queen ed eseguita spesso nei gay pride italiani. Nel 2008 è stata invitata a esibirsi con la sorella al Muccassassina, storica serata omosessuale della capitale, dichiarandosi a favore dei PaCS e dei DICO, supportando le unioni civili in più occasioni e in varie esternazioni, in un'intervista a Panorama ha infatti dichiarato: Sono cattolica e praticante ma sul piano civile la trovo una legge giusta che riconosce un diritto sacrosanto per gli etero e per i gay, mi piacciono i messaggi d'amore universale, si è capito? Ha dichiarato di essere "orgogliosa" del suo status di icona gay, e ha presenziato come madrina alla celebrazione dei 25 anni dell'Arcigay di Milano al Teatro Strehler.

## Discografia
- 1972 – Vieni via con me (Durium, MS A 77308)
- 1973 – Formula 2 (Durium, MS A 77336)
- 1978 – Il ribaltone (CGD, 20082; con Daniela Goggi)
- 1979 – Estoy bailando cantado en español (Hispavox, S 50 265; con Daniela Goggi come Hermanas Goggi)
- 1981 – Il mio prossimo amore (WEA, T 58365)
- 1981 – Stanno suonando la nostra canzone (Polydor, 2448 129; con Gigi Proietti e il cast)
- 1982 – Pieno d'amore (WEA, 2 400401)
- 1986 – C'è poesia (Fonit Cetra, TLPX 153)
- 1987 – C'è poesia due (Fonit Cetra, TLPX 180)
- 1988 – Donna io donna tu (Fonit Cetra, TLPX 199)
- 1989 – Punti di vista (Fonit Cetra, TLPX 216)
- 1991 – Si faran... canzone (Fonit Cetra, TLPX 280)
- 1999 – Hello, Dolly! (Tri Angle)
- 2007 – Se stasera sono qui..... (Not on label)
- 2014 – Hermanas Goggi Remixed (Don't Worry Records, Warner Music, Edel, DW103/2014; con Daniela Goggi)

## Filmografia

### Cinema
- Io la conoscevo bene, regia di Antonio Pietrangeli (1965)
- Mi vedrai tornare, regia di Ettore Maria Fizzarotti (1966)
- Nel sole, regia di Aldo Grimaldi (1967)
- Zingara, regia di Mariano Laurenti (1969)
- Mundo Noche, regia di Miguel De Los Santos (1977)
- Gas, regia di Luciano Melchionna (2005)
- Pazze di me, regia di Fausto Brizzi (2013)
- Sogni, regia di Angelo Longoni (2019) - cortometraggio
- Appena un minuto, regia di Francesco Mandelli (2019)
- Burraco fatale, regia di Giuliana Gamba (2020)
- Glassboy, regia di Samuele Rossi (2021)
- Ritorno al crimine, regia di Massimiliano Bruno (2021)
- Luigi Proietti detto Gigi, regia di Edoardo Leo (2021) - documentario
- Rido perché ti amo, regia di Paolo Ruffini (2023)
- Raffa - ritratto inedito di un'icona senza tempo, regia di Daniele Luchetti (2023) - documentario

### Televisione
- Sotto processo, regia di Anton Giulio Majano, Secondo programma, trasmessa il 19 novembre 1962 - teatro
- Una tragedia americana, regia di Anton Giulio Majano (Programma Nazionale, 1962) - sceneggiato
- Delitto e castigo, regia di Anton Giulio Majano (Secondo Programma, 1963) - sceneggiato
- Demetrio Pianelli, regia di Sandro Bolchi (Programma Nazionale, 1963) - sceneggiato
- Nozze di sangue, di Federico García Lorca, regia di Vittorio Cottafavi (Programma Nazionale, 3 maggio 1963) - prosa televisiva
- Robinson non deve morire, regia di Vittorio Brignole, Programma Nazionale, trasmessa il 10 gennaio 1963 - sceneggiato racconto per ragazzi
- Prima di cena di Victor Rozov, regia di Anton Giulio Majano, trasmessa il 19 agosto 1963 - teatro
- Il favoloso '18, regia di Raffaele Meloni (Programma Nazionale, 4 novembre 1963) - sceneggiato racconto per ragazzi
- C'era una volta la fiaba, rivista musicale di Vittorio Metz, regia Beppe Recchia, trasmessa il 5 gennaio e il 6 luglio 1964.
- Pasqua, regia di Giacomo Colli, trasmessa il 28 marzo 1964 - teatro
- Pastori, regia di Giacomo Colli, trasmessa il 24 dicembre 1964 - teatro
- La cittadella, regia di Anton Giulio Majano (Programma Nazionale, 1964) - serie TV
- I miserabili, regia di Sandro Bolchi (Programma Nazionale, 1964) - serie TV
- Le avventure della squadra di stoppa, regia di Alda Grimaldi (Programma Nazionale, 1964) - serie TV
- Obiettivo luna di Malcon Hulke e Eric Paice, regia di Marcella Curti Gialdino, (Programma Nazionale, 1964) - serie TV
- Vita di Dante, regia di Vittorio Cottafavi (Programma Nazionale, 1965) - sceneggiato
- Questa sera parla Mark Twain, regia di Daniele D'Anza (Programma Nazionale, 1965) - serie TV
- Scaramouche, regia di Daniele D'Anza (Programma Nazionale, 1965) - sceneggiato
- Le inchieste del commissario Maigret, episodio Non si uccidono i poveri diavoli, regia di Mario Landi (Programma Nazionale, 1966) - serie TV
- Cavaliere senza armatura di Vittorio Calvino, regia di Ennio Di Majo, trasmesso il 26 agosto 1966 - teatro
- Janine, regia di Vittorio Brignole (Programma Nazionale, 13 ottobre 1966) - sceneggiato racconto per ragazzi
- I racconti del Risorgimento, episodio I tre diavoli, regia di Alvise Sapori (Programma Nazionale, 11 novembre 1966) - sceneggiato racconto per ragazzi
- La freccia nera, regia di Anton Giulio Majano (Programma Nazionale, 1968-1969) - serie TV
- Centostorie, episodio Il fanciullo stella, regia di Vittorio Brignole (Programma Nazionale, 1970) - sceneggiato racconto per ragazzi
- Racconti italiani, episodio I passi sulla neve, regia di Giuseppe Fina (Programma Nazionale, 1971) - sceneggiato televisivo
- E le stelle stanno a guardare, regia di Anton Giulio Majano (Programma Nazionale, 1971) - serie TV
- La sera della partita, regia di Marcello Baldi, Programma Nazionale, trasmesso il 10 giugno 1971 - film tv
- L'ombra del delitto, (TSI, 1972) - serie TV
- Dal primo momento che ti ho visto  (Rete 1, 1976) - serie tv
- Due per tre, regia di Roberto Valentini (Canale 5, 1997-1999) - sitcom
- Un'altra vita, regia di Cinzia TH Torrini (Rai 1, 2014) - serie TV
- Padre Pio, 'Servitore della Misericordia' (Centro Televisivo Vaticano, 2016) - documentario televisivo, voce narrante
- Come fai sbagli, regia di Tiziana Aristarco e Riccardo Donna (Rai 1, 2016) - serie TV
- Sorelle, regia di Cinzia TH Torrini (Rai 1, 2017) - serie TV
- Pezzi unici, regia di Cinzia TH Torrini (Rai 1, 2019) - serie TV
- Fino all'ultimo battito, regia di Cinzia TH Torrini (Rai 1, 2021) - serie TV, 10 episodi
- Più forti del destino, regia di Alexis Sweet (Canale 5, 2022) - miniserie TV, 4 episodi

## Teatro
- La scuola delle mogli, regia di Vittorio Cottafavi (1966)
- Pensaci, Giacomino! (1967)
- Stanno suonando la nostra canzone, regia di Gigi Proietti (1981)
- Bobbi sa tutto, regia di Pietro Garinei (1995-1997)
- Hello, Dolly!, con Paolo Ferrari, regia di Saverio Marconi (1999-2003)
- Maledetta primavera Show, regia di Fabrizio Angelini (2003)
- Molto rumore (senza rispetto) per nulla, regia di Lina Wertmüller (2004-2005)
- Se stasera sono qui....., regia di Gianni Brezza (2006-2008)
- SPA - Solo Per Amore, regia di Gianni Brezza (2009-2011)
- Gypsy: A Musical Fable, regia di Stefano Genovese (2013)

## Programmi televisivi
- Festival di Castrocaro (Programma Nazionale, 1966) concorrente
- Incontro con Lucio Battisti (Programma Nazionale, 1969)
- Incontri musicali - Tre tuttofare (Programma Nazionale, 1969)
- Il divo Claudio (Programma Nazionale, 1969)
- Un cantante di campagna (Programma Nazionale, 1970)
- Piccola ribalta (Secondo Programma, 1970)
- Jolly (Secondo Programma, 1970)
- Estate insieme (Programma Nazionale, 1971)
- La freccia d'oro (Programma Nazionale, 1971)
- Insieme: canzoni di augurio e di speranza (Secondo programma, 1971)
- Teatro 11 (Programma Nazionale, 1972)
- Canzonissima 1972 (Programma Nazionale, 1972-1973)
  -  Canzonissima - Lotteria Italia (Programma Nazionale, 1973)
- Formula due (Programma Nazionale, 1973-1974)
- Punto e basta (Rete 1, 1975) - una sola puntata
- Dal primo momento che ti ho visto (Rete 1, 1976)
- A modo mio (Rete 1, 1977) - una sola puntata
- Stasera con voi (Rete 1, 1977)
- Buon 1978 (Rete 1, 1977)
- Il ribaltone (Rete 1, 1978)
- Buon anno - Uno spettacolo a sorpresa (Rete 1, 1978)
- Il ribaltone - Speciale Montreux (Rete 1, 1979)
- Anteprima di Fantastico (Rete 1, 1979)
- Fantastico (Rete 1, 1979-1980)
  -  Fantastico - Lotteria Italia (Rete 1, 1980)
- Giochiamo al varieté (Rete 1, 1980) - una sola puntata
- Mostra Internazionale di Musica Leggera (Rete 1, 1981)
- Musica per tutti (Rete 2, 1981)
- Hello Goggi (Canale 5, 1981)
- Le regine (Rete 1, 1982) - una sola puntata
- Gran varietà (Rete 4, 1983)
- Loretta Goggi in quiz (Rai 1, 1983-1985)
- Festival di Sanremo (Rai 1, 1986)
- Il bello della diretta (Rai 1, 1986)
- Buon anno 1987 (Rai 1, 1986)
- Canzonissime (Rai 1, 1987)
- Saint Vincent Estate '87 (Rai 1, 1987)
- Effetto ''Non stop'': dieci anni dopo (Rai 1, 1987)
- Ieri, Goggi e domani (Rai 1, 1987-1988)
  -  Ieri, Goggi e domani - Speciale 88 (RAI 1, 1988)
- Via Teulada 66 (Rai 1, 1988-1989)
- Uno, due, tre...RAI - Vela d'oro (Rai 1, 1989)
- Festa di compleanno (Telemontecarlo, 1991)
- Il canzoniere delle feste (Rai 2, 1992-1993)
- Arrivano le nostre - Un autunno molto speciale (Telemontecarlo, 1996)
- La zanzara d'oro (Rai 1, 1997)
- Viva Napoli (Rete 4, 1997; 2000-2002)
- Il mio canto libero - Concerto per Lucio Battisti (Canale 5, 1998)
- Innamorati pazzi (Canale 5, 1999)
- Miss Italia (Rai 1, 2007)
- Tale e quale show (Rai 1,  2012-2023)[N 1]
  -  Tale e quale show - Il torneo (Rai 1,  2012-2023)[N 1][N 2]
  -  Tale e quale show - Duetti (Rai 1, 2013)[N 1]
  -  Natale e quale show (Rai 1, 2016, 2022-2023)[N 1][N 3]
  -  Tali e quali (Rai 1, 2019, 2022-2024)[N 1]
  -  Tale e quale Sanremo (Rai 1, 2023-2024)[N 1]
- Benedetta primavera (Rai 1, 2023)
- Noi e... (Rai 1, 2023)

## Programmi radiofonici
- Notturno di primavera (Radio Rai, 1969)
- Caccia alla voce (Radio Rai, con Pippo Baudo, 1969)
- Cominciò così (Radio Vaticana, 1971)
- Supercampionissimo (Radio Rai, 1971)
- Gran varietà (Radio Rai, con Johnny Dorelli, due edizioni, 1973 e 1976)
- Più di così... (Radio Rai, con Enrico Montesano, 1977)
- Permette cavallo (Radio Rai, con Oreste Lionello, 1981)
- Effetto musica (Radio Due, 1982)

## Tournée musicali
- Loretta Goggi alla Bussola, (con la partecipazione di Franco Oppini, 1974)
- Notte matta, (tour itinerante, 1976)
- Go & Go, con Daniela Goggi (1977-1978)
- Hermanas Goggi, con Daniela Goggi (tour in Spagna, Portogallo e Sud America, 1979)
- Supergoggi, con Daniela Goggi (1980)

## Partecipazioni a manifestazioni canore
- Festival di Castrocaro 1966, (in gara con i brani Ballando guancia a guancia e So cosa vuoi da me, rimasti inediti)
- World Popular Song Festival 1971, (in gara con il brano Dolce, triste, inciso anche in giapponese)
- Un disco per l'estate 1971, (in gara con il brano Io sto vivendo senza te)
- Festival di Sanremo 1981, (in gara con il brano Maledetta primavera, classificatasi al secondo posto)

## Pubblicità
- Amaro Ramazzotti (1972-1974, all'interno di Carosello)
- Charms (1982-1984)
- Lloyd Adriatico (1983)
- Ignis (1984-1985)
- Rosso Antico (1984-1985)
- Bio Scala (1984-1985)
- Autobianchi Y10 (1989)

Loretta Goggi è inoltre testimonial ufficiale dal 1991 (anche se, come dichiarato nel 2023 dalla stessa, segue AIRC dal 1981) di numerose campagne a favore dell'AIRC per la ricerca sul campo, sia pubblicitarie che cartacee e nel 2020 della campagna di sensibilizzazione sulla fragilità ossea è promossa da Amgen Italia.

## Fotoromanzi
- Famiglia cristiana: Cara ribelle 1965; Graziella nel 1970; Una donna si ribella nel 1971, Qui Giovani TV "Un cuore di stoffa" nel 1969 con Massimo Ranieri, scritto da Patty Pravo; nel 1971 Un bacio drogato, scritto da Al Bano e Romina Power e interpretato con Christian.
- Grand'Hotel: Adriana Lecouvrer con Aldo Reggiani nel 1969; Sette baci in ginocchio con Ben Ekland, 1973; Uno scrigno pieno di lacrime con Leonard Mann e Giuseppe Pambieri, 1973
- Bolero: Amore in alto mare con Gianni Brezza, 1980

## Doppiaggio

### Attrici
- Ljudmila Michajlovna Savel'eva in Guerra e pace
- Martine Kelly ne Le grandi vacanze
- Fiorella Mannoia in 7 donne per i MacGregor
- Judith Ridley ne La notte dei morti viventi[50]
- Katharine Ross in Ucciderò Willie Kid
- Kim Darby ne Il Grinta
- Melissa Newman ne I due invincibili[51]
- Ornella Muti in Il sole nella pelle
- Agostina Belli ne La notte dei diavoli

### Animazione
- Titti (1ª voce) in Looney Tunes e Silvestro e Titti (anni '60/'70)[52]
- Roz in Monsters & Co. e Monsters University[53]
- Bambi (da piccolo) in Bambi (ridoppiaggio)[54]
- Andra Bucci (adulta) ne La stella di Andra e Tati[55]

## Opere letterarie
- Io nascerò - La forza della mia fragilità (2013 - Edizioni Piemme)
- Mille donne in me (2016 - Edizioni Piemme)
- Un mondo per tutti (2019 - Il Castoro) - raccolta di nove racconti per bambini scritti da personaggi dello spettacolo a sostegno dell'AMREF

## Riconoscimenti
- Disco magico (1959, concorso radiofonico presentato da Corrado a cui partecipa in coppia con Nilla Pizzi classificandosi al primo posto)
- Noce d'oro (1971)
- Maschera d'argento come riconoscimento alla carriera musicale (1973)
- Disco d'oro per Vieni via con me (1973)
- Premio Bocca della verità (1973)
- Rosa d'argento al Festival della Rosa d'oro di Montreux per il programma Il ribaltone (1978)
- Disco d'oro per L'aria del sabato sera (1979)
- Telegatto alla miglior sigla L'aria del sabato sera (1980)
- Secondo posto al Festival di Sanremo 1981 con Maledetta primavera (1981)
- Disco d'oro e Disco di platino per il singolo Maledetta primavera (1981)
- Maschera d'argento alla miglior attrice, per Stanno suonando la nostra canzone (1982)
- Telegatto al miglior quiz, per Loretta Goggi in quiz (1984)
- Premio Positano TV Top per Loretta Goggi in quiz (1984)
- Telegatto alla miglior trasmissione musicale, per 36º Festival di Sanremo (1986)
- Disco d'oro per il singolo Io nascerò (1986)
- Telegatto al personaggio femminile dell'anno (1988)
- Microfono d'argento (1989)
- Premio regia televisiva per la Miglior sigla a Il mio uomo (1989)
- Premio regia televisiva come personaggio femminile dell'anno (1989)
- Vincitrice del Campionato vela Punta Ala (1990)
- Biglietto d'oro per Bobby sa tutto (1996)
- Italia musical theatre award: artista dell'anno (2000)
- Oscar del musical (2000)
- Prima classificata nella rassegna musicale televisiva Viva Napoli con il brano Cu' mme in coppia con Enzo Gragnaniello
- Premio Canova "Oltre lo spettacolo" (2002)
- Candidatura ai Nastri d'argento come miglior attrice non protagonista, per il film Gas (2006)
- Ciak... si canta!, speciale Sanremo (2009)
- I migliori anni, premio speciale per i 50 anni di carriera (2011)
- Premio civiltà dei Marsi (2012)[56]
- Premio Afrodite (2014)
- Premio Minerva Anna Maria Mammoliti alle Arti (2014)
- Musical award come miglior attrice protagonista per il musical Gipsy (2015)
- Premio Alberto Sordi per la carriera e le attività solidali (2017)
- Disco d'oro d'annata per le vendite, nel corso degli ultimi decenni, di Maledetta Primavera da parte delle FIMI (Federazione Industria Musicale Italiana, 2018)
- Premio della critica cinematografica Sorriso diverso per l'interpretazione nel cortometraggio Sogni (2019)
- Premio come miglior attrice per il cortometraggio Sogni assegnato al Festival del Cinema di Mosca (2019)
- Premio Internazionale Basilicata – Giornate del Cinema Lucano a Maratea (2019)
- Premio Credere nella ricerca AIRC (2019)
- Candidatura ai Nastro d'argento alla migliore attrice in un film commedia per Burraco fatale e Glassboy (2021)
- Premio SEAT Music Awards alla carriera (2021)
- Disco di platino per aver superato le 70000 unità solo nel 2021 di Maledetta Primavera (2021)
- Bubino d'oro alla miglior conduttrice dell'anno (2023)
- Doppio disco di platino per le vendite di Maledetta Primavera negli ultimi anni (2024)